# ممنعة بنت عمرو
ممنعة بنت عمرو هي إحدى زوجات عبد المطلب بن هاشم جد النبي محمد، وأم الغيداق بن عبد المطلب، وهي من قبيلة خزاعة، ماتت قبل البعثة النبوية.

## نسبها
كانت من قبيلة خزاعة بمكة، والدها عمرو بن مالك بن مؤمل بن سويد بن أسعد بن عبد بن حبتر بن عدي بن سلول بن كعب بن عمرو بن خزاعة وأخوه لأمه عوف بن عبد عوف بن عبد بن الحارث بن زهرة والد الصحابي عبد الرحمن بن عوف. 

## أزواجها
كان زوجها الأول عبد عوف بن عبد الحارث من عشيرة الزهرة في قريش، ابنهما عوف والد عبد الرحمن بن عوف. 
تزوجت فيما بعد من عبد المطلب، وكان ابنها من هذا الزواج مصعب، وعرف بالغيداق لكرمه، ومع ذلك ، يؤكد ابن هشام أن حجل بن هالة كان يعرف بـالغيداق.

## طالع أيضًا
- عبد المطلب بن هاشم
- صفية بنت جندب
- لبنى بنت هاجر